# Al-Shahrastani
Tāj al-Dīn Abū al-Fatḥ Muḥammad ibn ʿAbd al-Karīm al-Shahrastānī noto come al-Shahrastānī (Shahristān, 1086 – Shahristān, 1153) è stato un filosofo, teologo e storico persiano, influente storico delle religioni e specialista di eresie nell'ambito dell'Islam.
È stato uno dei pionieri nello sviluppo di un approccio scientifico negli studi religiosi.

## Biografia
Al-Shahrastānī nacque nella città di Shahristān nell'attuale Repubblica del Turkmenistan, confinante con l'odierno Iran e Afghanistan, in quella vasta area denominata Khorasan. In seguito si trasferì a Nīshāpūr in Persia per la sua formazione giovanile.

All'età di 30 anni si mosse verso Baghdad per intraprendere un corso di studio teologico triennale presso la scuola prestigiosa ash'arita hanafita, chiamata Niẓāmiyya (perché fondata dal visir selgiuchide Nizam al-Mulk) e proprio a Baghdad ottenne i suoi primi incarichi.

Una volta rientrato in Persia lavorò come politico presso la cancelleria di Sanjar, governatore selgiuchide del Khorasan. Alla fine della sua vita ritornò a vivere nella sua città nativa, luogo nel quale morì nell'anno 1153.
Al-Shahrastānī è stato identificato come un mutakallim ash'arita. Secondo vari storici tuttavia al-Shahrastānī avrebbe praticato la taqiyya, quindi un occultamento della propria fede (nel suo caso ismailita), e un'adesione puramente formale al sunnismo, allo scopo di sfuggire a difficoltà, se non addirittura a una persecuzione, di tipo religiose.

## Opere
Al-Shahrastānī si è distinto per l'aspirazione di descrivere nel modo più obiettivo possibile la storia delle religioni universali dell'umanità. Questo suo desiderio è stato impresso nel suo lavoro monumentale intitolato Kitāb al-Milal wa al-Niḥal (Il libro delle sette e delle fedi religiose), che annovera e presenta i punti di vista dottrinali di tutte le religioni e le filosofie esistite sino a quel tempo.
Oltre alla sua opera principale, la originalità e l'importanza del pensiero espresso nei lavori teologici e filosofici di al-Shahrastani sono manifestati nelle sue altre opere maggiori, tra le quali:
- La Nihāyat al-aqdām fī ʿilm al-kalām (rapporto tra scienza e teologia che presenta differenti discussioni teologiche ed evidenzia i limiti della teologia musulmana (kalām).
- Il Majlis al-khalq wa l-ʿamr (Convegno sulla creazione e l'ordine) è un discorso, scritto durante il periodo maturo della sua vita.
- La Muṣāraʿat al-falāsifa (discute con i filosofi e in particolar modo critica la dottrina di Ibn Sina (Avicenna) enfatizzando alcune peculiari argomentazioni ismailite sulla divisione del tempo).
- Le Mafātīḥ al-asrār wa maṣābīḥ al-abrār (introduzione al Corano arricchita da un esauriente commentario dei primi due capitoli del Corano.

## Ash'arita o ismailita?
Risulta complicato persino oggi inquadrare ed etichettare con esattezza le credenze di al-Shahrastani, data l'enorme varietà sia filosofica sia teologica del suo lessico e del suo pensiero. Egli fu un abile e arguto pensatore, come evidenziano le varie intricate tradizioni e le nozioni (Imam) trovate nei suoi scritti. Spesso si esprimeva in forma allegorica oppure parlava in forma indiretta utilizzando simbologie, preferendo utilizzare un suo vocabolario piuttosto che prendere spunto da quello tradizionale. Per tutta questa serie di ragioni, molti studenti che affrontano le opere di al-Shahrastani sono ancora oggi indecisi sulla sua identità religiosa.
Al-Shahrastani viene generalmente considerato un seguace della teologia degli ashariti, anche se alcuni studiosi, anche contemporanei, come ad esempio Wilferd Madelung, Jean Jolivet e Guy Monnot, ritengono che il suo lavoro rispecchi maggiormente la tradizione ismailita, mentre attribuiscono le sue manifestazioni vicine alla scuola degli ashariti, ad una pratica di taqiyya, ovvero una dissimulazione religiosa, in quanto la corrente ismailita era perseguitata il quel periodo storico.

## Filosofia
Al-Shahrastani si mostrò critico nei confronti degli ash'ariti per quanto riguarda il tema della creazione, della quale Dio è l'unico agente che suddivise in due parti il mondo: quello spirituale e quello fisico; inoltre discusse con gli ash'ariti della impeccabilità del Profeta; attaccò Avicenna riguardo alle conoscenze universali ma non necessariamente particolari dell'Essere Necessario. Proclamò l'unicità di un Dio unico e trascendentale, indefinibile che possiede attributi non condivisibili dagli esseri umani, visto che è al di sopra di ogni umana comprensione.